# 4吋50倍徑火炮
4吋50倍徑火炮是美国标准的低仰角速射艦炮，首先出现在阿肯色號(BM-7)淺水重炮艦上，後被用為第一次世界大战中產量最大的“平甲板驱逐舰”系列主炮。它也是S级潜艇上的标准甲板炮，在3-英寸（76 mm）二战初期對徵用艦艇重新武裝時使用的裝備。美国海军舰炮术语表示舰炮发射4英寸（100 mm）直径，枪管长50口径。  

## 设计
最初的 4 英寸/50 口徑 Mark 7 槍，M1898，序列號。 213–254、257–281、316–338，該炮採用當時美軍中全新的層緊工藝製程炮管，配有炮管、護套、箍、鎖環和螺旋後膛。 213號砲有一個內襯。 該槍在 1902 年手冊中被描述為 5 英寸（127 毫米）槍，但口徑為 4 英寸，這表明其威力更高，而且事實上槍管的尺寸實際上更接近 5 英寸/40 口徑槍比4英寸槍。 該彈藥比 4 英寸/40 口徑子彈重約 7 磅（3.2 千克）。 Mod 1是使用錐形鋼襯裡的Mod 0，而Mod 2是使用錐形鎳鋼襯里和後膛端肩部重新襯裡的Mod 0或Mod 1。 
353號砲是Mark 8的原型炮，於1910年9月22日試射。該炮於1907年6月16日訂購，並於1907年11月交付。Mark 8的簡化設計只有砲管和炮套。 夾克一直延伸到槍口，最後形成槍口鐘形。 生產規模很小，僅生產了 12 門火砲，編號為 353-364。 
Mark 9 是直接根据 353 号枪进行测试而设计的。它較先前型號更加輕盈，第一次世界大战期间驱逐舰和潜艇上使用的标准 4 英寸艦炮主要使用的都是此版本。该火炮采用 A 管、全长外套、枪口膨胀并带有侧摆史密斯-阿斯伯里后膛机构和韦林后膛块。该枪重约2.725 short ton（2.472 t） 。 1911 年 10 月 18 日从密德瓦鋼鐵公司订购了第 365 号枪，第一架 Mark 9。从 1911 年到 1917 年美国加入第一次世界大战为止，共有 390 辆 Mark 9 由四个不同的制造商生产。战争期间， Root & VanDervoort 、 American Radiator Company和Poole Engineering加入战前制造商行列，另外生产了 1,885 支枪。停战后又生产了 713 支火炮，其中 3538 支火炮的订单被取消。第一次世界大战后决定所有驱逐舰都将配备 4 英寸/50 口径 Mark 9 Mod 5 火炮；翻修升級工程在 1921 年秋季完成。 
Mark 10，炮号 365-A，于 1915 年订购，但似乎直到第一次世界大战后才完成。最初的图纸是 1915 年 1 月和 2 月的 4 英寸/50 口径高射炮。它的设计是在组合式火炮上安装了垂直滑动的后闩，并配有管子、护套、追箍和锁环，全部由镍钢制成，但 Mark 10 似乎并未投入使用。 
该枪是快速射击（美国术语）或快速射击（英国术语）。固定弹药（弹壳和弹丸作为一个组装单元处理），重量为14.5-英磅（6.6-）无烟火药装料可产生33-英磅（15-）射弹速度为2,900 ft/s（880 m/s） 。范围为9 mi（14 km）在最大海拔20度。非镀铬枪管的预期使用寿命为 400-500 次有效满装弹(EFC)，而镀铬枪管的预期使用寿命为 600 发。
在第一次世界大戰後，軍隊意識到所有作戰裝備均有防空火力的需求，在1930年代開始將中小型艦艇的主炮更換為高平兩用砲。这种双用途5 英寸/38 口径火炮成为 20 世纪 30 年代至第二次世界大战期间建造的美国驱逐舰的标准配置。美国使用4吋50倍徑低角炮建造的驱逐舰在战争期间大多重新装备了两用3英寸/50口径火炮。从驱逐舰上拆除的4吋50倍徑火炮安装在英国商船和美国商船的防御装备商船上，如“SS”号Stephen Hopkins。 从 1942 年中期到 1943 年， S 型潜艇从战斗巡逻转向训练任务，其 4 英寸火炮被拆除，并用于重新装备前线潜艇，配备 3 英寸/50 口径火炮。

## 制造商列表 Mark 9 枪
| 制造商           | 訂購日期            | 槍號      | 製造數量 | 備註                     |
| ---------------- | ------------------- | --------- | -------- | ------------------------ |
| 米德维尔钢铁公司 | 1911 年 10 月 18 日 | 365–389   | 25       |                          |
| 伯利恒钢铁公司   | 1911 年 11 月 7 日  | 390–414   | 25       |                          |
| 英国和美国制造商 | 1913 年 2 月 4 日   | 415–444   | 30       | Mod 4 编号 432 上        |
| 沃特弗利特兵工厂 | 1913 年 4 月 19 日  | 445–478   | 34       | 模组4                    |
| 英国和美国制造商 | 1914 年 11 月 28 日 | 479–508   | 30       | Mod 2、Mod 5 第 502 号上 |
| 沃特弗利特兵工厂 | 1915 年 6 月 8 日   | 509–538   | 30       | Mod 2、Mod 5 第 516 号上 |
| 伯利恒钢铁公司   | 1916 年 10 月 31 日 | 539–605   | 67       | 模组5                    |
| 英国和美国制造商 | 1916 年 11 月 18 日 | 606–705   | 100      | 模组5                    |
| 沃特弗利特兵工厂 | 1916 年 10 月 17 日 | 706–755   | 50       | 模组5                    |
| 伯利恒钢铁公司   | 1917 年 4 月 4 日   | 756–855   | 100      | 模组5                    |
| 鲁特和范德沃特   | 1917 年 5 月 25 日  | 876–1875  | 1000     | 856-875号未分配          |
| 美国散热器公司   | 1917 年 6 月 7 日   | 1876–2380 | 505      | 第 2381-2875 号未分配    |
| 普尔工程公司     | 1917 年 8 月 29 日  | 2876–2994 | 119      | 编号 2995-3375 未分配    |
| 美国和英国公司   | 1917 年 9 月 24 日  | 3376–3506 | 131      | 编号 3507-3575 未分配    |
| 沃特弗利特兵工厂 | 1918 年 7 月 11 日  | 3576–3605 | 30       |                          |

未分配的数量大部分与停战协定签署时取消的枪支订单相对应。

## 美国海军服役
4吋50倍徑火炮安装在：
- 阿肯色級驅逐艦（Mark 7）
- 卡辛級驅逐艦[4]
- 艾爾文級驅逐艦
- 奧布萊恩級驅逐艦[4]
- 塔克級驅逐艦[4]
- 桑普森級驅逐艦[4]
- 考德威爾級驅逐艦[5]
- 威克斯級驅逐艦[5]
- 克萊姆森級驅逐艦[5]
- 美國S級潛艇[6]
- 巴老級潛艇 (首批的7艘)[1]
- 海豚號潛艦[6]
- 眾多重新武裝的潛艇，包括USS  Salmon、USS  Seadragon、USS  Gato、USS  Silversides和USS  Robalo[1]
- 鷹級巡邏艇
- 一些掃雷艦 - Q 艦，如鷹號
- 一些布雷艦，例米安托諾瑪號
- 一些巡邏砲艇，如薩克拉門托號、阿什維爾級砲艇、普利茅斯號
- 武裝遊艇

## 美国商船
- 大多数自由船
- 第一次世界大战中正在进行补给的加油船，如“Maumee”号AO-2 (6)
- 一些二战时期的加油船，例如“Big Horn”号AO-45 (6)“Victoria”号AO-46 (6)和“Pasig”号AO-89 (6)

## 海防用途
1942 年，瓦胡岛北岸部署了四个 4 英寸/50 口径前海军炮的两炮连。它们似乎已于 1943 年随着其他防御工事的修建而撤回。目前尚不清楚谁操作了这些枪支；可能的人员包括美国陆军海岸炮兵部队、海军陆战队防御营或海军人员。这些炮台分别位于卡埃纳、卡利希（莫库奥岛）、莫库莱亚的迪林厄姆炮台和卡内奥赫湾。 

## 英国服务
第二次世界大战期间，作为租借法案的一部分，许多 Mark 9 枪被供应给英国，无论是单枪还是在海军和商船上。 根据驱逐舰换基地协议转让的考德威尔级、威克斯级和克莱姆森级驱逐舰成为英国和加拿大的Town-class destroyers。